# Büyükgerdelli, Süloğlu
Büyük Gerdelli là một xã thuộc huyện Süloğlu, tỉnh Edirne, Thổ Nhĩ Kỳ. Dân số thời điểm năm 2011 là 927 người.